# دوبرا کولاتا
دوبرا کولاتا (به لاتین: Dobra Kolata) یک کوه در مونته‌نگرو است که در Albania and Montenegro واقع شده‌است.